# Northrop YF-23
El Northrop/McDonnell Douglas YF-23 fue un prototipo de avión de caza estadounidense, diseñado para la competición Advanced Tactical Fighter (ATF) llevada a cabo por la Fuerza Aérea de Estados Unidos, para obtener un caza de superioridad aérea de quinta generación. Fueron construidos dos ejemplares de YF-23, apodados Black Widow II («Viuda Negra II» en inglés) y Grey Ghost («Fantasma Gris») respectivamente. Sin embargo, perdió la competición contra el Lockheed/Boeing YF-22, que entró en producción como el F-22 Raptor.

## Diseño y desarrollo

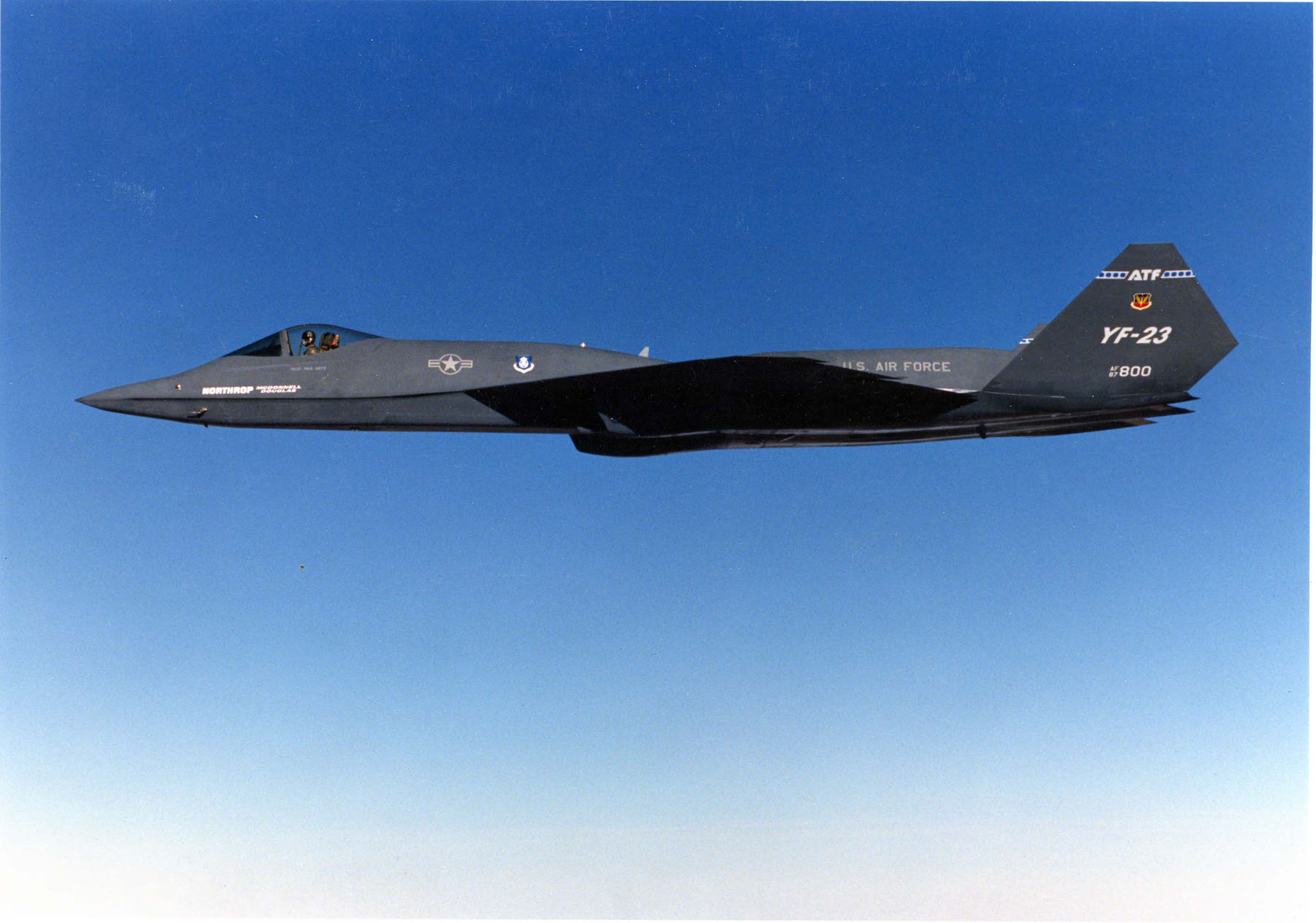
Vista lateral del YF-23.

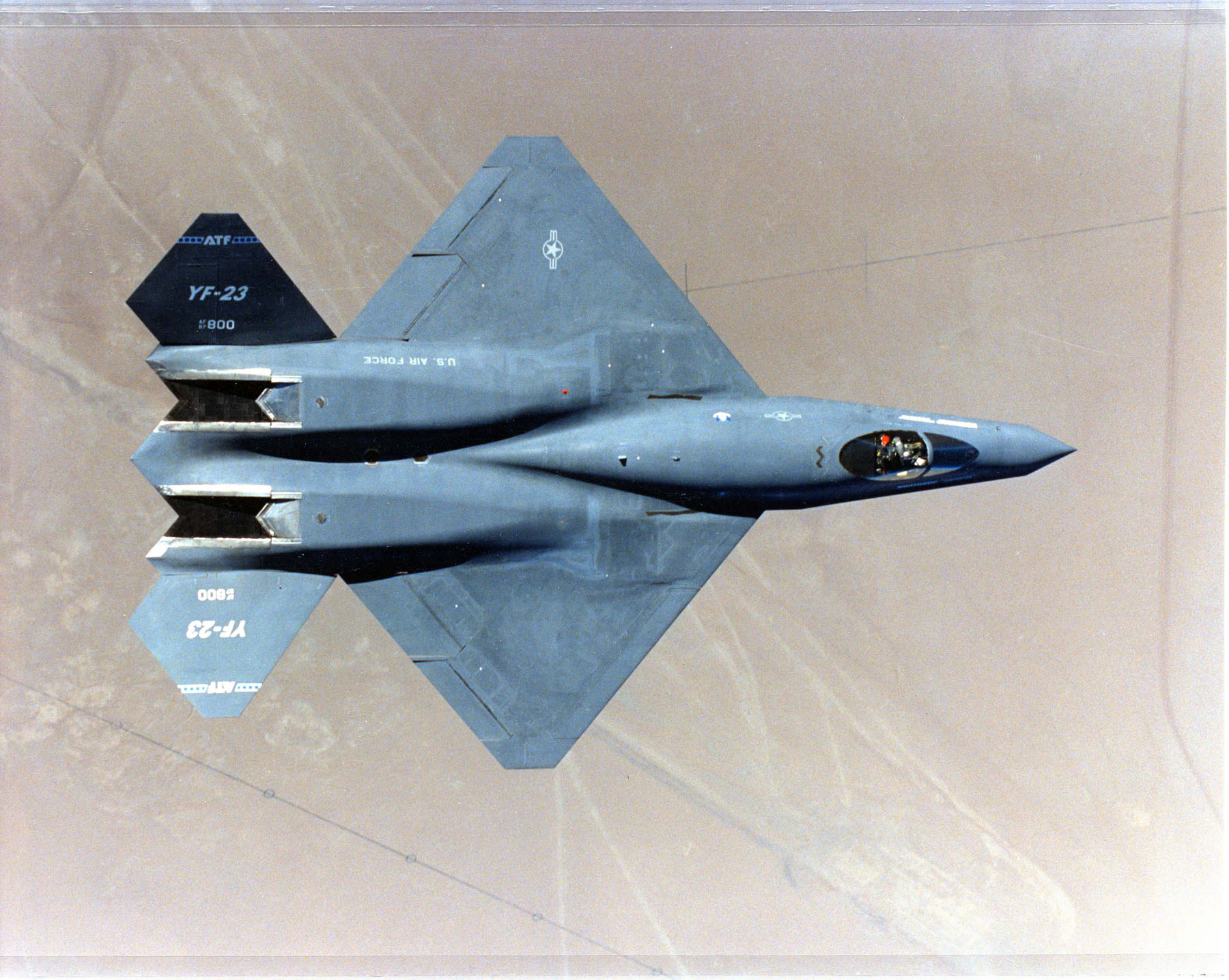
Vista superior del YF-23.

### Antecedentes
En 1981, la Fuerza Aérea pidió a nueve compañías que presentaran nuevos diseños de cazas. En 1986 se recurrió a Lockheed y Northrop para construir y probar dos prototipos. La fecha límite fue 1991. Los requisitos de la Fuerza Aérea eran vagos pero ambiciosos.
El programa ATF fue concebido en la década de 1980, para proporcionar un reemplazo para el F-15 Eagle, en el papel principal de supremacía aérea. En 1986, se adjudicaron contratos a las asociaciones de empresas McDonnell Douglas/Northrop y Lockheed/Boeing para que construyeran los prototipos YF-23 e YF-22, respectivamente. Lo que se le pedía al ATF era bastante ambicioso:
- Ser capaz de desarrollar velocidad de supercrucero.
- Tener muy altas prestaciones para el combate aéreo cerrado, para poder enfrentarse a los Su-27 y MiG-29 soviéticos.
- Muy alta furtividad, principalmente al radar pero también visual, de infrarrojos y de emisiones electromagnéticas (radar, radio).
- Equipos electrónicos de última generación (radar, comunicaciones, navegación, enlaces de datos).
- Escalabilidad para poder derivar en un caza que pudiera emplear la Armada estadounidense (programa NATF).
- Cumplir con un límite de peso en 50 000 libras y estar propulsado por motores que ofrecieran 70 000 libras de empuje, encargándose la USAF de la elección de estos.
- El coste estimado era de 35 millones de dólares por unidad fabricada. Añadiéndose 20 millones por cada avión de gastos de I+D, calculado sobre un total de 800 aviones planeados. El F-15C costaba lo mismo y pesaba sólo 5000 libras menos.

El YF-23 fue diseñado para satisfacer las necesidades de la USAF en materias de supervivencia, capacidad de crucero supersónico (supercrucero), invisibilidad y la facilidad de mantenimiento.  En el diseño, la mayor prioridad era la invisibilidad, tema en el que Northrop tenía bastante experiencia desde que su prototipo fue derrotado como candidato en el programa Have Blue para lo que luego sería el F-117 Nighthawk. Posteriormente, Northrop siguió adquiriendo experiencia en nuevos programas stealth del Pentágono, como el Tacit Blue (un prototipo que voló de 1982 a 1985, con el fin de investigar tecnologías stealth avanzadas) y el B-2 Spirit.
El YF-23 era un avión de aspecto poco convencional con alas trapezoidales, considerable superficie ventral-alar, y cola en V. Al igual que en el B-2, las toberas de escape de los motores del YF-23 estaban revestidas con un material cerámico para absorber el calor del flujo de gases y ocultarlo de misiles infrarrojos lanzados desde abajo. El sistema de gestión de la aeronave coordinaba los movimientos de las superficies de control durante las maniobras y en vuelo estable, junto con otras funciones. La cola en V proporcionaba control en cabeceo y guiñada. Los flaps y alerones podían actuar como frenos aerodinámicos.

#### Características frente a su competidor
- El YF-22 era más pequeño y ligero que el YF-23. En caso de estar equipados con los mismos motores, esto suponía peores prestaciones.
- El mayor tamaño lo haría más visible que el YF-22.
- El ala del YF-23 tenía menos ratio de aspecto, lo cual, unido al menor empuje/peso, le daba peores prestaciones en combate aéreo cerrado.
- Aparentemente, el diseño del YF-22 era peor en cuanto a furtividad al radar.[5] Pero, mejorando el diseño del B-2, tenía los motores colocados en la parte superior y un sistema para enfriar el aire caliente que salía de las toberas de los motores, mejorando la furtividad infrarroja.
- En cuanto a sistemas, se tenían planeadas para el YF-23 aviónicas en sistema federado, mejor sobre el papel que el sistema integrado del YF-22. El sistema federado del YF-23 estaba diseñado para en cualquier momento poder colocar piezas nuevas y modernizaciones con facilidad.
- Con los motores Pratt & Whitney YF119, era más rápido y con mayor radio de acción que el YF-22.
- Aparentemente, al usar componentes ya en uso, el YF-22 ofrecía las ventajas de un mayor grado de madurez en el prototipo y menores costes de fabricación y mantenimiento.[6]

Adicionalmente, Lockheed supo manejar mejor sus contactos y las técnicas de venta con su YF-22. De cara a impresionar al Mando de Combate de la USAF y a la Armada estadounidense, el YF-22 efectuó demostraciones de altos grados alfa en vuelo, llegando hasta los 60 °. El YF-23 no efectuó ninguna de estas pruebas al no estar en los requerimientos del programa. El YF-22 efectuó pruebas de lanzamiento reales de misiles AIM-9 y AIM-120, tampoco exigidas en el programa.
Por último, pero no menos importante, Northrop y McDonnell se habían ganado muchos enemigos en el Pentágono con los sobrecostes del programa B-2 y del cancelado A-12, lo que minaba su credibilidad en un momento en que el factor económico pesaba tanto.

### Prototipos YF-23

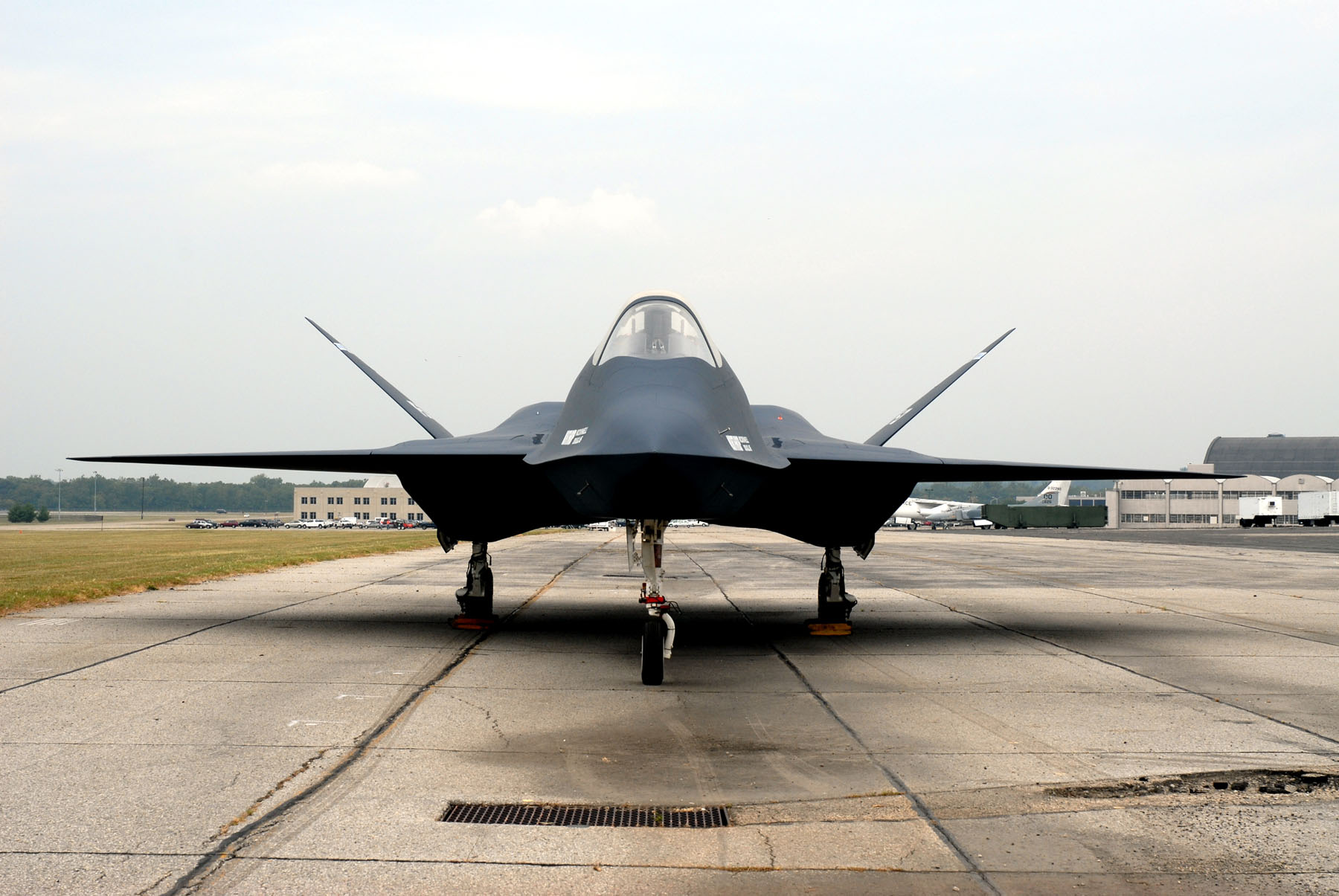
Vista frontal del 87–0801, mostrando el curvado exterior del diseño.

Aunque el YF-23 era un diseño avanzado, con el fin de reducir los costes y el tiempo de desarrollo, algunos componentes del F-15 Eagle fueron utilizados en el prototipo, incluyendo la unidad de rueda de morro y el cockpit delantero del F-15E Strike Eagle.
Fueron construidos dos prototipos del YF-23, el primero (PAV-1) fue equipado con los motores Pratt & Whitney YF119, mientras que el segundo (PAV-2) fue equipado con los motores General Electric YF120. El YF-23 tenía tomas de aire fijas. El primer YF-23 fue presentado a la prensa el 22 de junio de 1990, y su primer vuelo fue el 27 de agosto de 1990. El YF-23 PAV-2 voló por primera vez el 26 de octubre de 1990.
El YF-23 (PAV-1), pintado enteramente en negro, fue apodado Black Widow II (Viuda Negra II), como el caza nocturno P-61 Black Widow de la Segunda Guerra Mundial, y durante un tiempo tuvo una figura de un reloj de arena rojo pintado en el vientre, similar al que llevaba el Black Widow original. Esta marca fue vista brevemente bajo el vientre del PAV-1 antes de ser eliminada por la insistencia de los ejecutivos de Northrop. El YF-23 (PAV-2), pintado en gris de superioridad aérea, fue apodado Gray Ghost (Fantasma Gris).

## Historia operacional

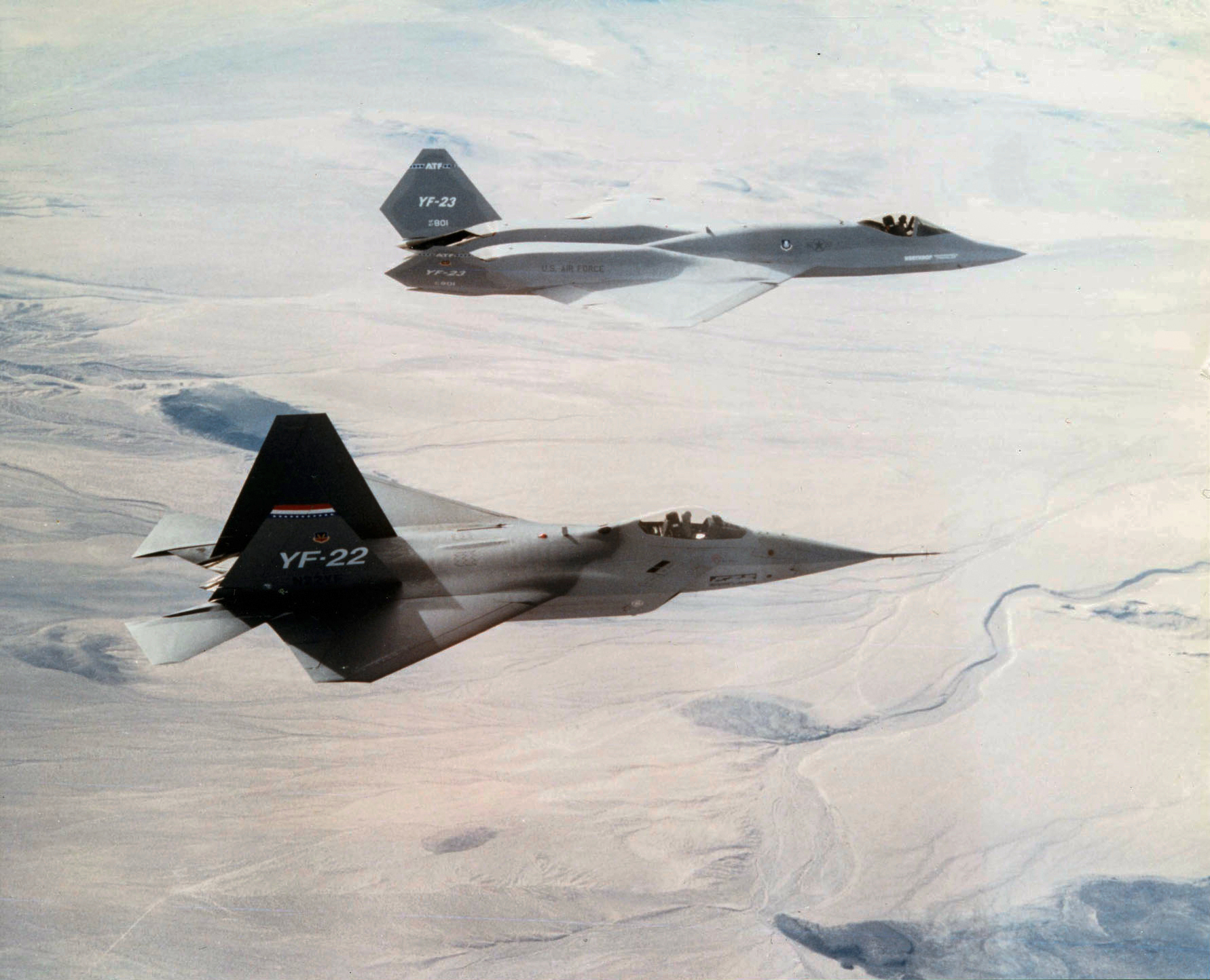
Un YF-22 en primer plano, con un YF-23 en segundo plano.

Comparativa de tamaño de YF-22 con un YF-23.

Ambos YF-23 fueron entregados en la configuración especificada antes de que el requisito de inversión de empuje fuese abandonado. La bodega de armas se había configurado para el lanzamiento de misiles, pero ninguno fue disparado en los ensayos, a diferencia de los YF-22 de demostración de Lockheed.El primer YF-23, con motores P&W, alcanzó Mach 1,43 en supercrucero el 18 de septiembre de 1990 y el segundo YF-23, con motores de GE, alcanzó Mach 1,6, el 29 de noviembre de 1990. En comparación, el YF-22 alcanzó Mach 1,58 en supercrucero. Las pruebas de vuelo demostraron que los valores de rendimiento previstos para el Northrop YF-23 eran correctos.
El YF-22 ganó el concurso de la USAF en abril de 1991. El diseño del YF-23 era más furtivo y el caza era más rápido, pero el YF-22 era más ágil y supuestamente menos costoso (cuestión bastante discutible en la actualidad). Se ha especulado en la prensa especializada que en la elección del YF-22 también influyó que fuera visto como más adaptable a una versión navalizada para el programa de la Armada denominado Navalized Advanced Tactical Fighter (NATF), aunque la Armada abandonó el NATF unos meses más tarde.
Después de perder la competición, ambos YF-23 fueron transferidos al Dryden Flight Research Center de la NASA, en Edwards AFB, California, sin los motores. La NASA tenía previsto utilizar uno de los aviones para estudiar técnicas para la calibración de las cargas previstas en los resultados de vuelo medidos, pero esto finalmente no ocurrió.

### Posible resurgimiento
A finales de 2004, Northrop Grumman propuso un diseño basado en el YF-23 para el requisito de la USAF de un bombardero interino, para el que también estaban compitiendo el FB-22 y el B-1R. EL YF-23 PAV-2 fue modificado por Northrop como una maqueta de tamaño natural de su propuesta de bombardero interino.
El requisito de un bombardero provisional fue cancelado en favor de un requerimiento a más largo plazo de un nuevo bombardero. El mismo derivado del diseño del YF-23 podría ser adaptado para cumplir con esta nueva función. Sin embargo, las posibilidades de un bombardero medio basado en el YF-23 se esfumaron con la Revisión Cuatrienal de Defensa de 2006, que establecía un requerimiento por un bombardero de largo alcance con un alcance mucho mayor.

## Supervivientes

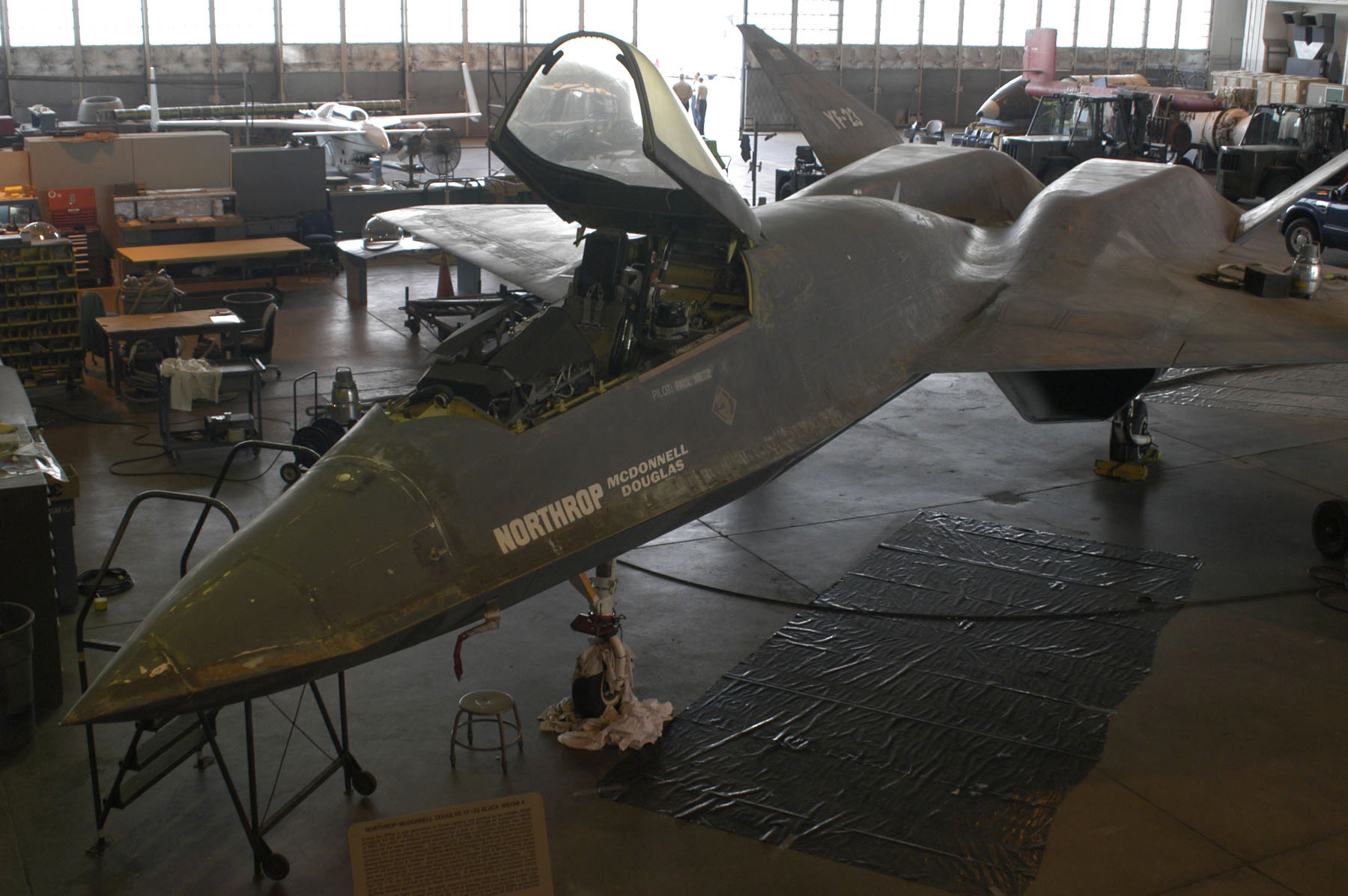
Trabajos de restauración en el Museo Nacional de la Fuerza Aérea de Estados Unidos.

Las células de ambas aeronaves permanecieron en depósito hasta mediados de 1996, cuando fueron trasladadas a distintos museos.
- El YF-23A PAV-1 (s/n 87-0800) está ahora en exhibición en el Museo Nacional de la Fuerza Aérea de los Estados Unidos en Dayton, Ohio. El avión fue puesto recientemente en exhibición después de una restauración.[26]
- El YF-23A PAV-2 estaba en exhibición en el Museo de Vuelo del Oeste, en Hawthorne, California. En 2004,[20] fue cedido a Northrop Grumman y utilizado para fines de representación.[27] Finalmente, el avión regresaría a la nueva ubicación del museo en el aeropuerto de Torrance.[28]

## Operadores
Estados Unidos
- Fuerza Aérea de los Estados Unidos

## Especificaciones técnicas

### Características generales
- Tripulación: Uno (piloto)
- Longitud: 20,6 m (67,6 ft)
- Envergadura: 13,3 m (43,6 ft)
- Altura: 4,3 m (14,1 ft)
- Superficie alar: 88 m² (947,2 ft²)
- Peso vacío: 14 970 kg (32 993,9 lb)
- Peso cargado: 23 327 kg (51 412,7 lb)
- Peso máximo al despegue: 29 000 kg (63 916 lb)
- Planta motriz: 2× turborfán con poscombustión General Electric YF120 o Pratt & Whitney YF119.
  - Empuje normal: 155,7 kN (15 877 kgf; 35 003 lbf) de empuje cada uno.

### Rendimiento
- Velocidad nunca excedida (Vne): Mach 2,2 en altitud
- Velocidad máxima operativa (Vno): Mach 1,6 en supercrucero a gran altitud
- Alcance: 4500 km (2430 nmi; 2796 mi)
- Alcance en combate: 1380 a 1480 km
- Techo de vuelo: 19 800 m (64 961 ft)
- Carga alar: 265 kg/m² (54,3 lb/ft²)
- Empuje/peso: 1,36

### Armamento
- Cañones: 

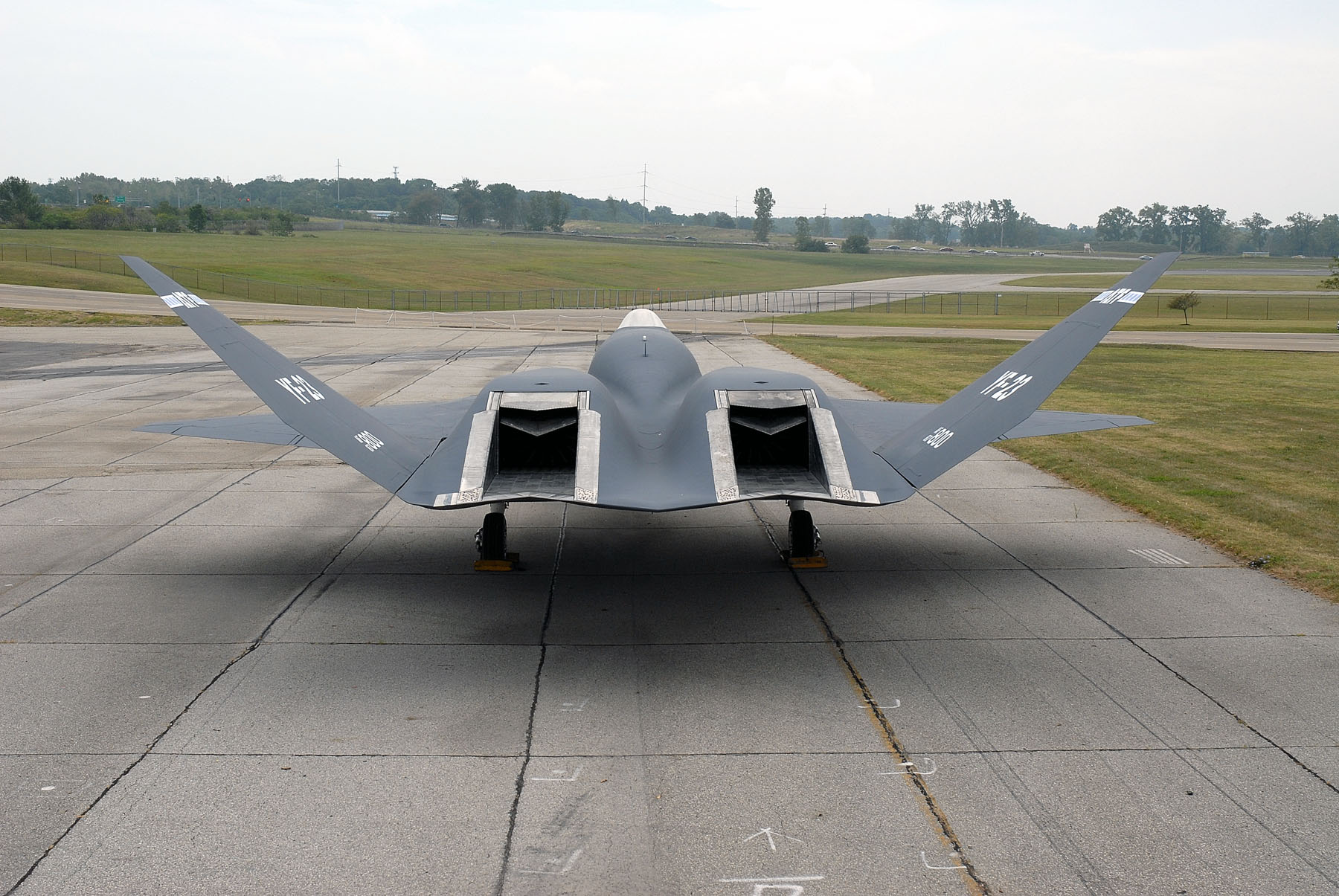
Vista trasera de un YF-23, mostrando sus canales de escape forrados de baldosas.

  - 1x M61 Vulcan de 20 mm (previsto)
- Misiles: 

  - De 4 a 6 misiles aire-aire AIM-120 AMRAAM o AIM-7 Sparrow (previsto)[4][29]
  - 4 misiles aire-aire AIM-9 Sidewinder (previsto)[29]

## Aeronaves relacionadas

### Aeronaves similares
- Chengdu J-20
- Lockheed Martin F-22 Raptor
- Qaher-313
- Sukhoi PAK FA
- Mikoyan Proyecto 1.44

### Secuencias de designación
- Secuencia F-_ (Cazas estadounidenses, 1962-presente): ← F-20 - F-21 - YF-22/F-22/FB-22 - YF-23 - F-35 - F-47 - F-117